# Old Bridge of Urr
Old Bridge of Urr ist eine Ortschaft in der schottischen Council Area Dumfries and Galloway. Sie liegt rund sechs Kilometer nördlich von Castle Douglas und 20 Kilometer südwestlich von Dumfries am linken Ufer des Urr Water, das südlich in den Solway Firth einmündet. Historisch lag Bridge of Urr in der traditionellen Grafschaft Kirkcudbrightshire.
Mit der Old Bridge of Urr erhielt die Ortschaft 1580 eine zweibögige Bogenbrücke über das Urr Water. Heute führt diese jedoch nur eine in Castle Douglas endende Nebenstraße. Die B794 bildet die Hauptstraße Bridge of Urrs. Sie bindet die Ortschaft im Osten an die A75 (Gretna Green–Stranraer) und im Norden an die A712 (Crocketford–Newton Stewart) an.
Mit der Old Bridge of Urr Mill befindet sich in der Ortschaft ein Denkmal der höchsten schottischen Denkmalkategorie A. Die Wassermühle ist außergewöhnlich vollständig erhalten. In der Nähe liegt die Motte von Urr.